# Tran Minh Tong
Trần Minh Tông, namn vid födseln (tên huý) Trần Mạnh, född 1300, död 1357, var den femte kejsaren av Trandynastin i Vietnam. Han regerade från 1314 till 1329.
Han var den sista buddhistiske kungen av Vietnam och efterlämnade många dikter. Han kom att efterträdas av sin son Trần Hiến Tông.